# 小野寺景道
小野寺景道（日语：／ Onodera Terumichi，1534年—1597年），日本戰國時代出羽國仙北三郡（山本、平鹿、雄勝）大名。小野寺植道的四男，小野寺氏第十三代當主。

## 生平
少年時，父親小野寺植道在上京歸國途中遭到家臣大和田光盛、金乘坊等人伏殺並奪取了居城橫手城，小野寺景道在家臣保護下先隱於羽黑山，後逃入庄內，接受大寶寺家的保護，後來更娶了大寶寺氏的女兒，獲得大寶寺家的支援復歸沼館城。1565年時也把鮭延氏收歸傘下。數年來逐步發展，反撲大和田光盛、金乘坊報仇成功，奪回横手城，後於1577年遷回橫手城。
小野寺景道以雄勝郡為中心，北上平鹿郡，連仙北郡的六鄉氏、本堂氏、前田氏等豪族亦告臣從，勢力不斷膨脹，將一門支族分配在稻庭、川連、西馬音內、大森、湯澤等地，構築小野寺氏的最大版圖。
在上洛會見織田信長歸國後，將家督之位讓給長子小野寺義道，就此隱居在四男陳道的封地，此後生平不詳。